# Clemerson de Araújo Soares
Clemerson de Araújo Soares (Caruaru, 8 augustus 1977) is een Braziliaans voetballer.

## Carrière
Araújo speelde tussen 1997 en 2011 voor Goiás, Shimizu S-Pulse, Gamba Osaka, Cruzeiro, Al-Gharafa en Fluminense. Hij tekende in 2012 bij Náutico.